# Phronia similis
Phronia similis är en tvåvingeart som beskrevs av Oskar Augustus Johannsen 1912. Phronia similis ingår i släktet Phronia och familjen svampmyggor.
Artens utbredningsområde är New York. Inga underarter finns listade i Catalogue of Life.